# Дома купца И. Т. Сурикова и Молчанова

Дома купца И. Т. Сурикова и Молчанова (также Типография первых советских изданий) — памятник архитектуры регионального значения в Центральном районе Новосибирска. Включает в себя два примыкающих друг к другу самостоятельных здания, построенных в начале 1900-х годов и расположенных по красной линии Красного проспекта.

## Дом купца И. Т. Сурикова

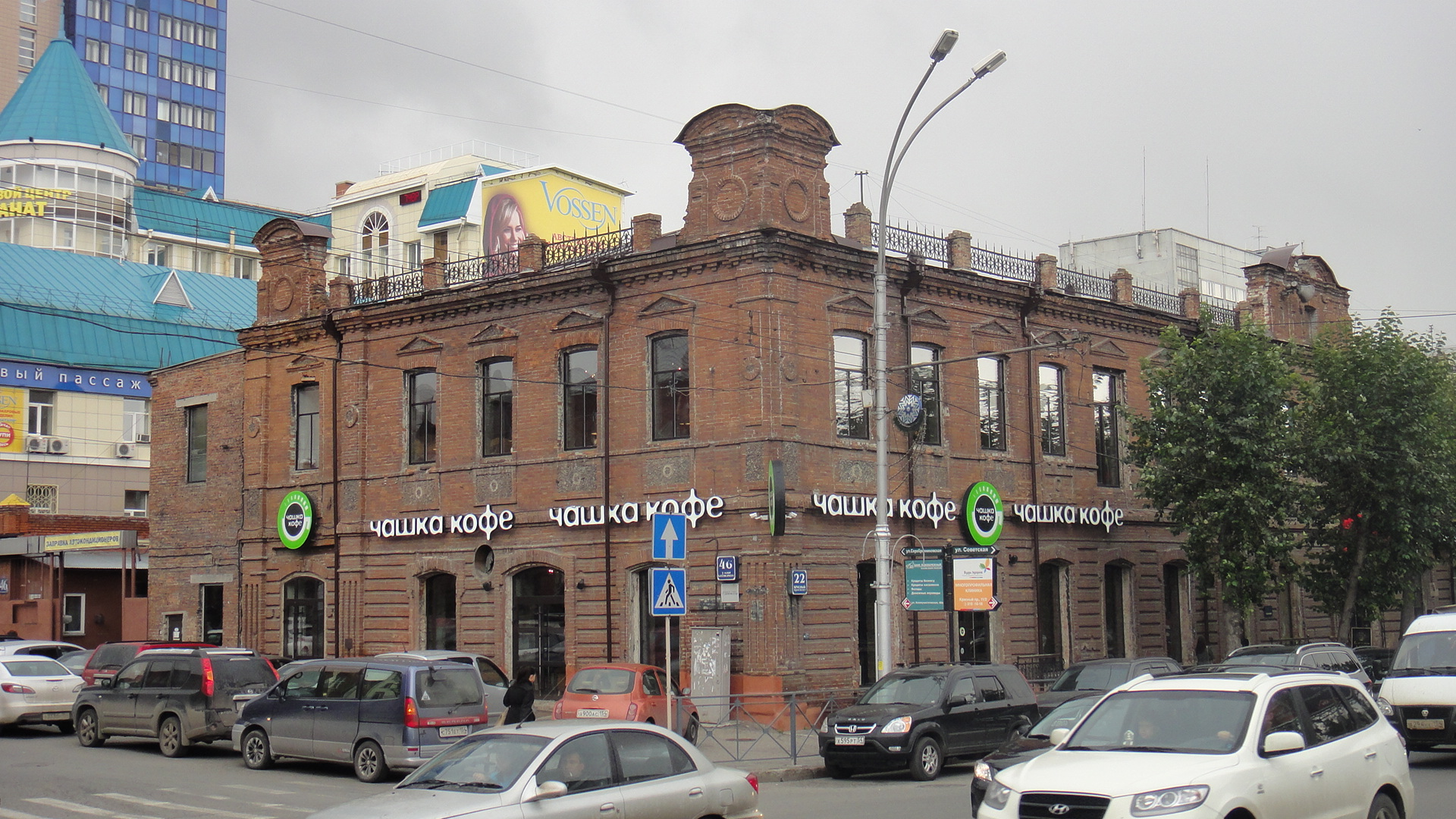
Дом Сурикова на углу Красного проспекта и Коммунистической улицы

Одно из зданий памятника архитектуры построил в 1900-х годах купец Иван Тимофеевич Суриков, который первоначально вёл свою деятельность в Барнауле, но впоследствии переехал в Новониколаевск. Здесь находились гостиница «Новониколаевское подворье», номера «Европа», магазин готового платья Фоменко, магазин и склад торгового дома «Суриков и сыновья». В апреле 1918 года в доме расположились Союз профессиональных союзов и комитет новониколаевской организации РКП(б).

## Дом Молчанова

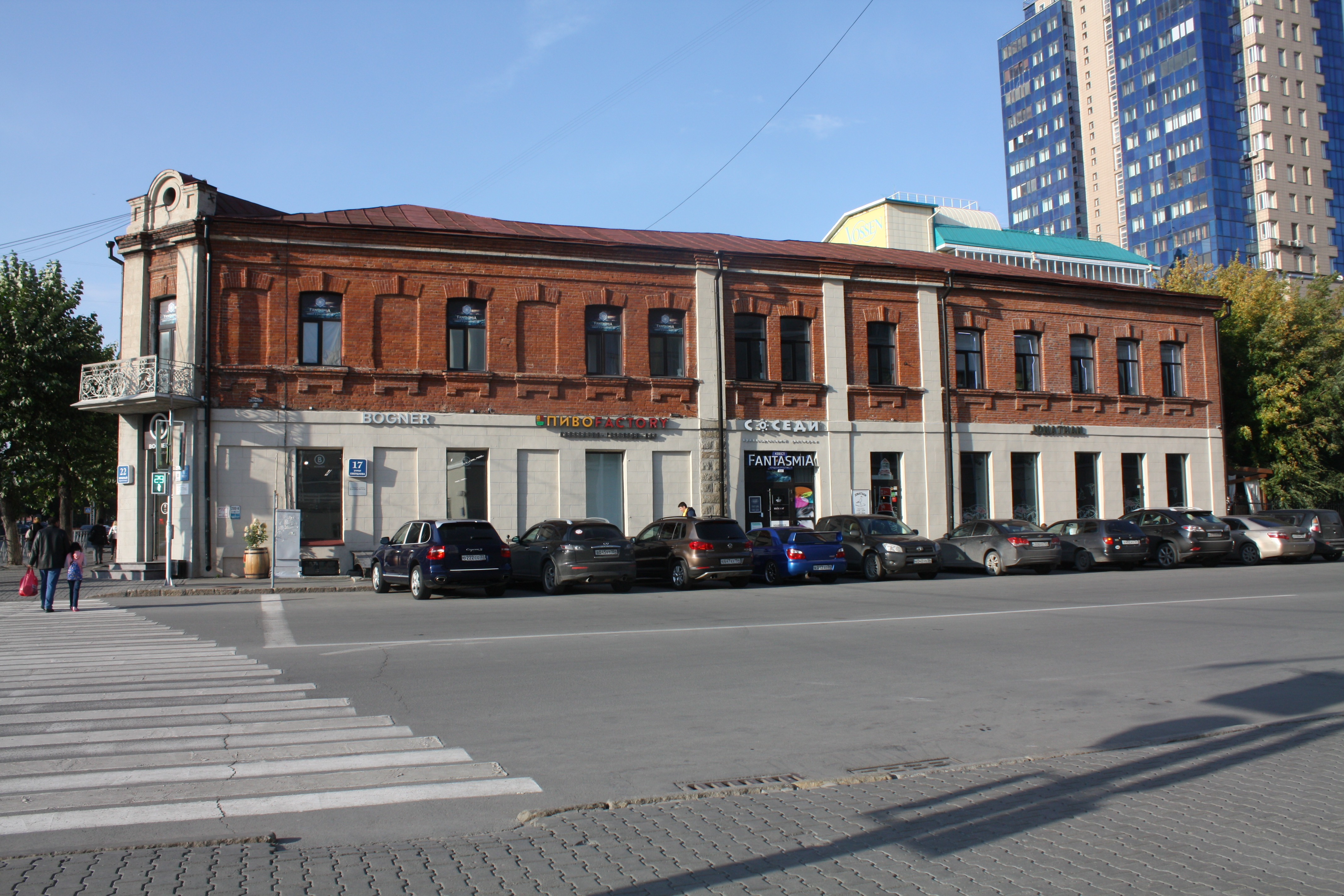
Вид на Дом Молчанова с улицы Свердлова.

Дом Молчанова расположен на пересечении Красного проспекта и улицы Свердлова. Ранее здесь размещались четырехклассное городское училище, чайная Ван-Ху-Син, магазин книжных и канцелярских принадлежностей Н. П. Литвинова, посудные магазины Щелкунова, Метелева и И. Ф. Латена, склад земледельческих орудий «Андриане Плат».

## Типография
Здесь располагалась типография первых изданий революционного Новониколаевска, начальные сведения о ней появились уже после Февральской революции.
В марте 1917 года в городе было создано трудовое товарищество «Свободная Сибирь», выпускавшее ежедневную литературную и общественно-политическую газету с таким же названием. Она печаталась в типографии Н. П. Литвинова, который к тому же был ее издателем. 29 марта 1917 года Литвинов передал «Свободную Сибирь» группе социалистов-федералистов в дар, и газету сделали органом Сибирского союза независимых социалистов-федералистов.
20 июля 1917 года типография вместе с редакцией газеты переехала в дом Молчанова.
После Октябрьской революции типографию национализировали. Она начинает печатать газету «Дело революции», являвшуюся органом исполкома Совета рабочих, солдатских и крестьянских депутатов. Её первый номер вышел 1 января 1918 года, 25 мая 1918 года был издан сотый номер.
26 мая 1918 года в Новониколаевске была свергнута советская власть, после чего в находившейся в доме Молчанова типографии начинает печататься ежедневная беспартийная политико-экономическая и литературная газета «Русская речь».
26 мая 1920 года советская власть возвращается в город, и «Дело революции» возобновляет выпуск, газету печатают в той же типографии, которой было присвоено новое название — типография Совнархоза № 2, в соседнем же Доме Сурикова разместилась Типография № 1.
23 июня 1921 года типография Совнархоза № 2 начинает выпускать газету «Советская Сибирь», переехавшую в Новониколаевск из Омска. С 20 апреля 1922 года её печатают в типографии № 1. А с 15 декабря 1922 года по решению Сибревкома обе типографии были переданы Сибгосиздату и редакции «Советской Сибири».

## Галерея

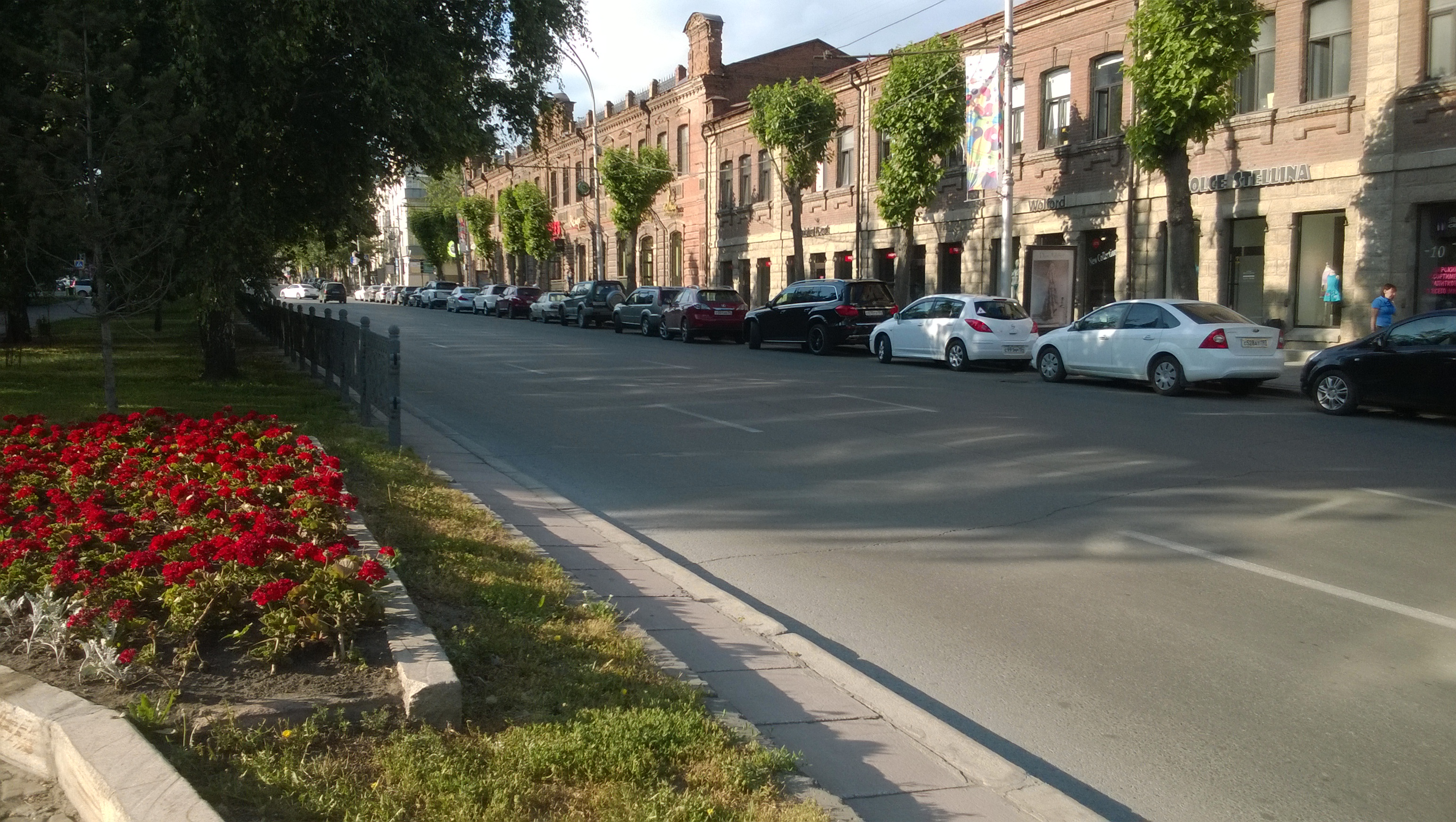
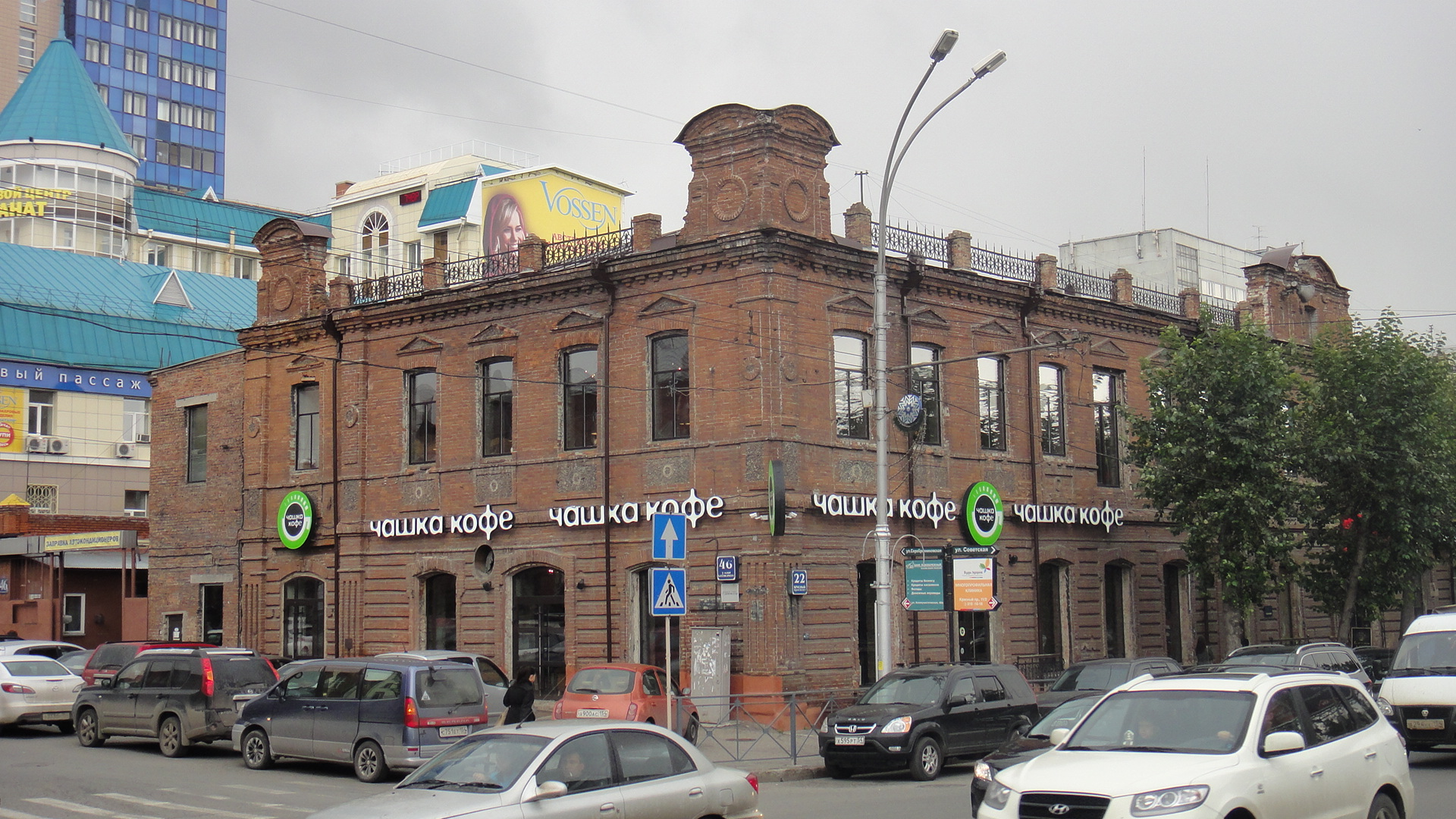
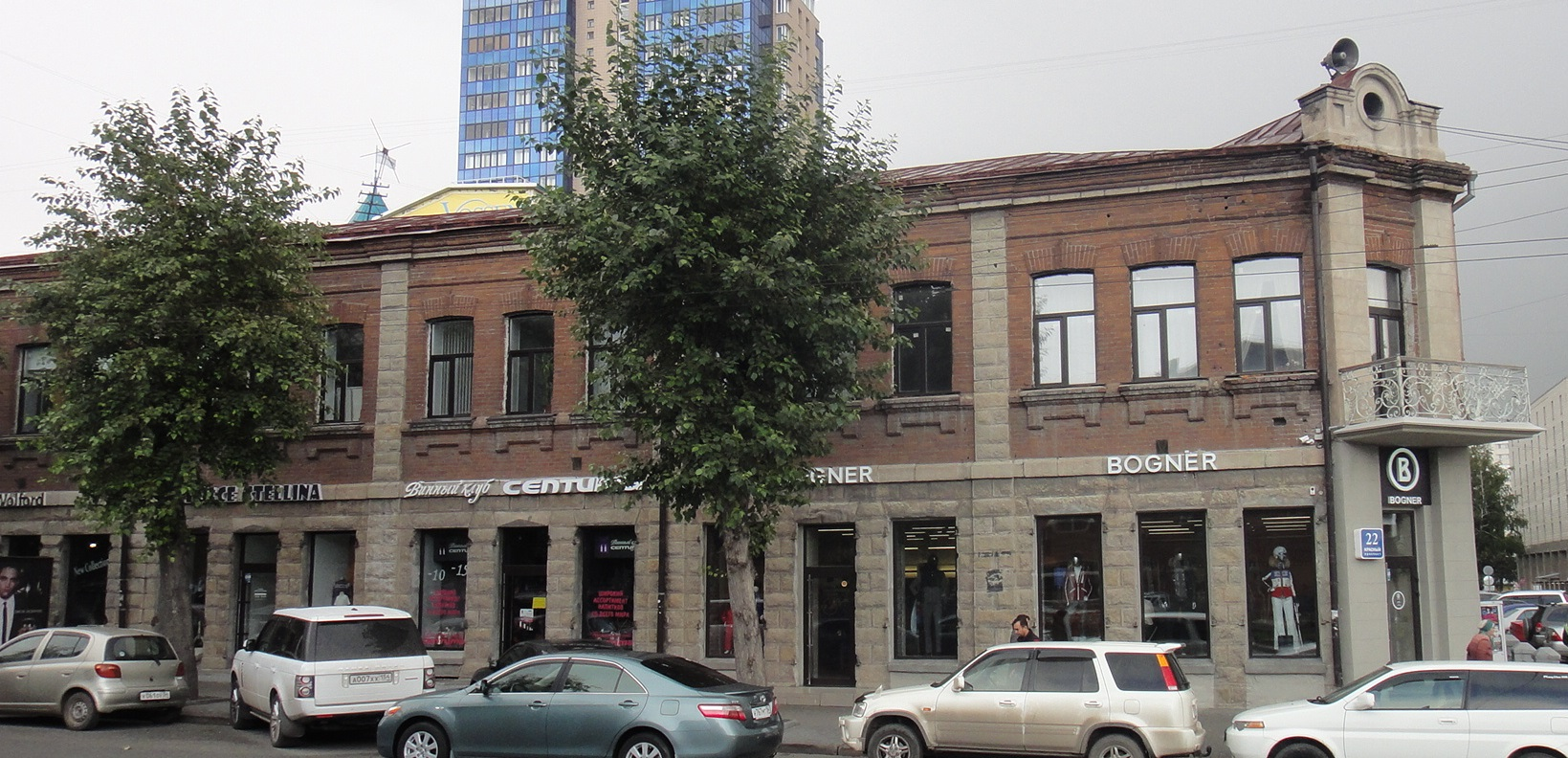
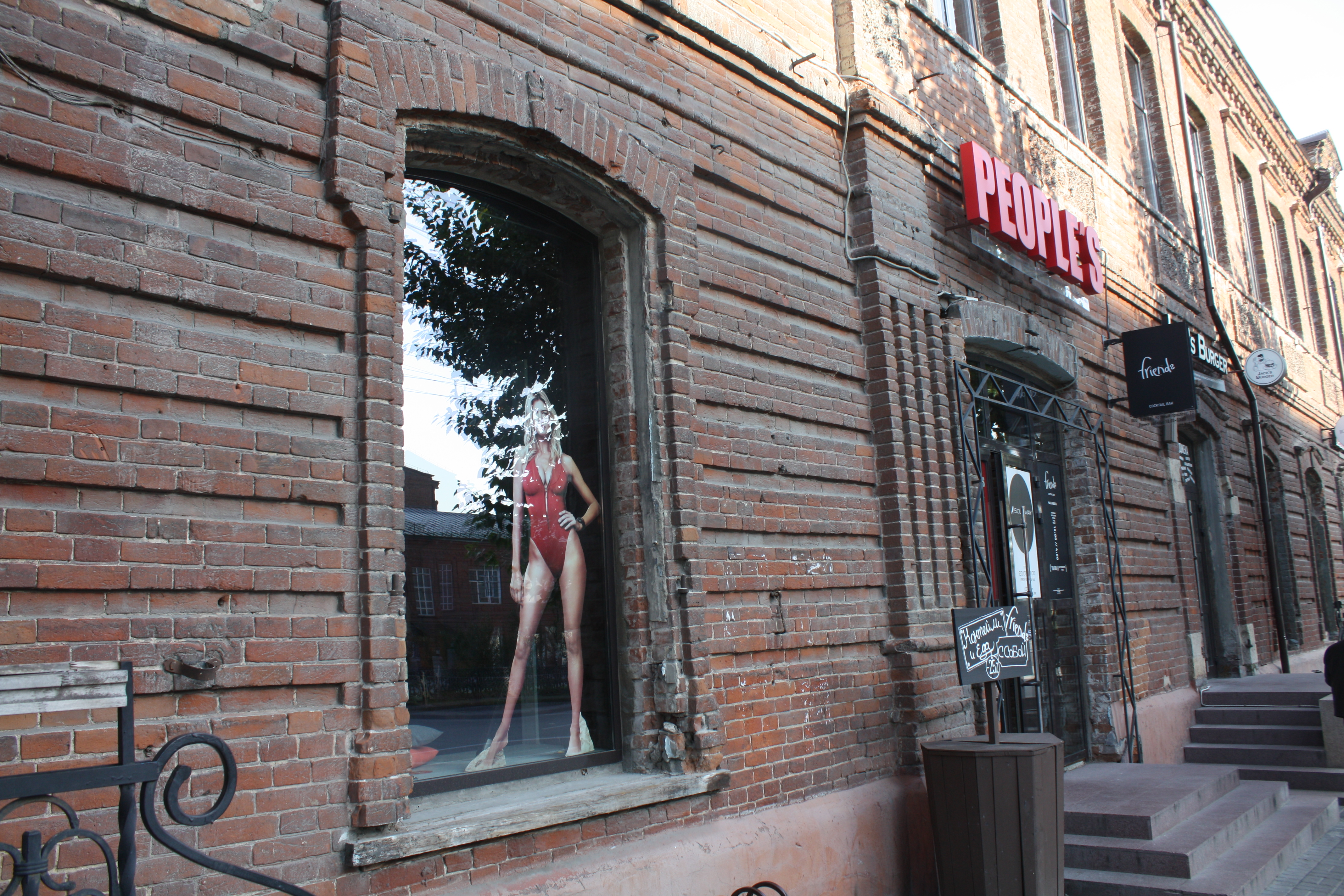
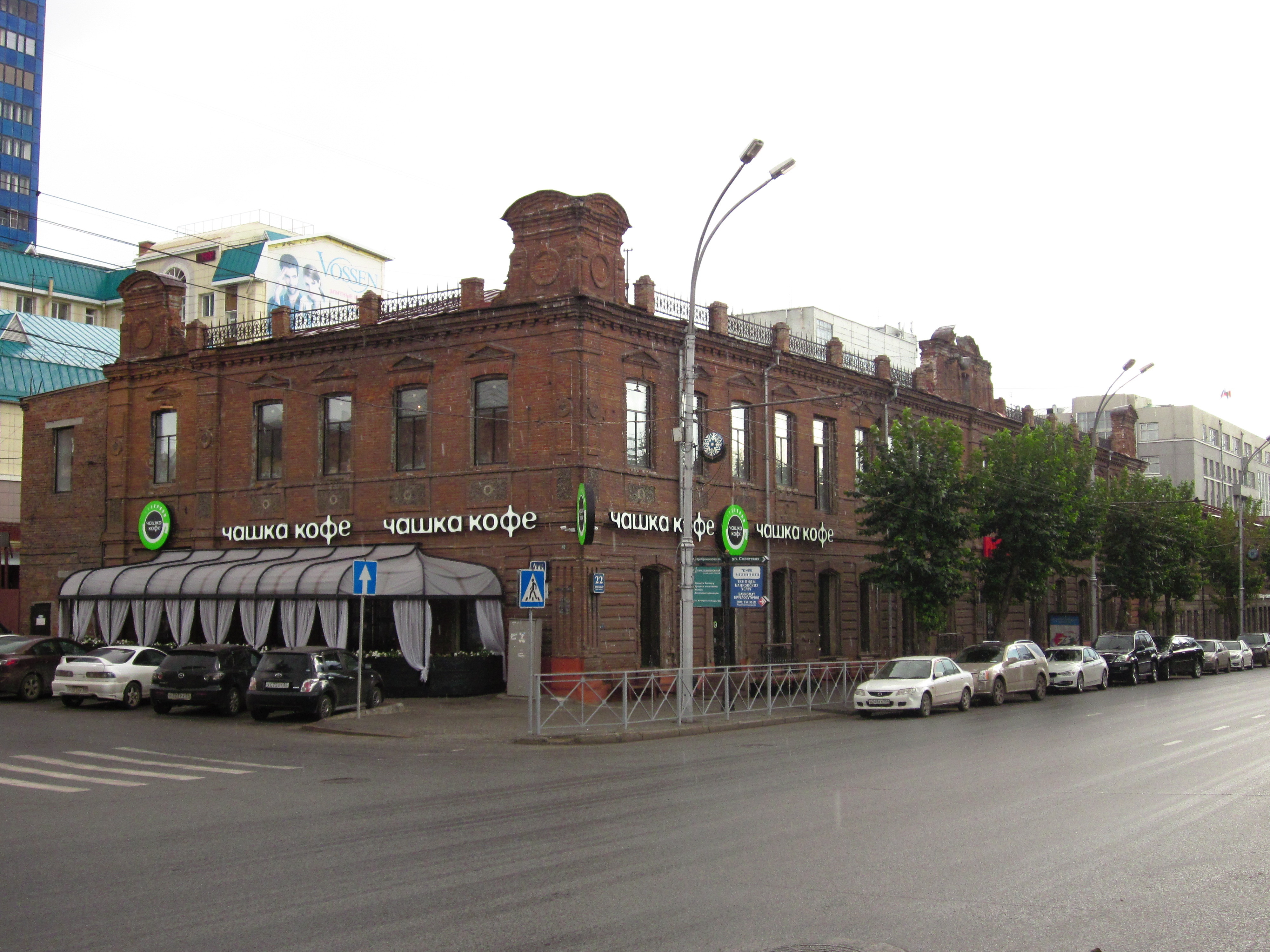